# 下路頭
下路頭，是臺灣嘉義市的一個傳統地域名稱，位於該市南部，跨越東區與西區。相較於今日行政區，其範圍大致包括東區的豐年里、興南里、宣信里、新開里、芳草里不含東南端、芳安里、頂寮里、安寮里、安業里、興安里、興村里、興仁里，以及西區的育英里東北半部、美源里不含西北部、福民里東南部、光路里不含最西端、獅子里西北半部、湖內里東北端。

## 歷史
台灣日治初期，下路頭地區為一街庄，稱為「下路頭庄」，隸屬於嘉義西堡。該庄北與嘉義街為鄰，東北與山仔頂庄為鄰，東南與下六庄為鄰，西南邊為湖仔內庄，西北邊為車店庄。
1901年（日治明治三十四年）11月，全台設置二十廳，該庄隸屬於嘉義廳。1909年（明治四十二年）10月，合併二十廳為十二廳，該庄仍隸屬於嘉義廳。1920年（大正九年），廢十二廳改設五州二廳，該庄改制為「下路頭」大字，隸屬於臺南州嘉義郡嘉義街。1930年，嘉義街升格為州轄嘉義市，本地區仍隸屬之。1932年嘉義市市區實施町名改正，本地區仍為大字。
戰後嘉義市改制為省轄市，町及大字亦改制為里。1946年7月嘉義市改劃為四個區，再將臺南縣水上鄉、太保鄉劃入並改為區，合計為六個區，本地區分別隸屬於新南區。1950年8月，嘉義市廢除省轄市資格，並切割為新東、新西、新南、新北、水上與太保等四鎮二鄉，本地區分別隸屬於新南鎮。1951年11月撤銷新東、新南、新西、新北等四鎮，合併為縣轄嘉義市。1982年7月1日，嘉義市再次升格為省轄市。1990年10月6日，嘉義市劃分為東、西二區，本地區分別隸屬於東區與西區。

## 聚落
本地區發展較早的聚落有下路頭、頂角仔寮、下角仔寮、草地尾等，在日治期初期的官方地圖上已有記載。

## 學校
- 國立嘉義大學新民校區
- 輔仁中學
- 立仁高中
- 南興國中
- 大業國中
- 民生國中
- 崇文國小
- 宣信國小
- 興安國小
- 志航國小
- 興嘉國小

## 廟宇
- 下路頭武當山玄天上帝廟